# 張科 (嘉靖丙辰進士)
張科（1527年—？），字惟進，號達泉，江西九江府湖口縣人，民籍，明朝政治人物。

## 生平
嘉靖三十一年（1552年）壬子科江西鄉試第七十二名举人，嘉靖三十五年（1556年），登丙辰科会试三十三名，三甲第一百二十五名進士。兵部观政，授中書舍人，三十八年九月考选陝西道試監察御史。三十九年三月實授，四十二年巡按浙江，四十四年巡按應天，四十五年（1566年）三月南京户科给事中岑用宾弹劾张科狥私纳贿，举劾失实，诏罢科以闲住。居乡五十余年，稍以声色自晦，人莫测其所操。

## 家族
曾祖張炫；祖父張緝；父張價，號質庵；母劉氏。弟张秩。